# Frank Kidson
Frank Kidson (15 novembre 1855 - 7 novembre 1926) est un collectionneur de chansons folkloriques anglais et un érudit en musique.

## Carrière
Kidson est né à Leeds, où il vivra la majeure partie de sa vie. Il travaille brièvement avec son frère dans une entreprise d'antiquités, puis se tourne vers la peinture de paysage, pour laquelle il voyage beaucoup, ce qui lui permet de se familiariser avec la musique locale.  Il s'intéresse à la fois à la musique folklorique à la mode, qu'il rassemble avec l'aide de sa nièce Emma Mary Kidson (qu'il appelle Ethel), et aux archives imprimées de musique populaire, qu'il collectionne et sur lesquels il est reconnu comme la principale autorité de son temps. Ses premiers travaux sur la musique folklorique, publiés dans Old English Country Dances (1890) et Traditional Tunes: A collection of ballad airs (1891) suscitent un intérêt croissant sur le sujet. Il est l'un des fondateurs de la Folk-Song Society (en) en 1898 et guide ses publications grâce à sa connaissance de la littérature des premières ballades. La chanson et la danse folkloriques anglaises de Frank Kidson et Mary Neal sont publiées en 1915.
D’autres aspects du renouveau de la chanson populaire en développement lui sont moins familiers, en particulier l'enthousiasme de Cecil Sharp pour l’institutionnalisation de la musique et de la danse folkloriques dans l’ éducation. Il publie un autre livre de musique folklorique A Garland of English Folk-Songs (1926). Après sa mort, le 7 novembre 1926, Ethel Kidson édite deux autres livres de ses collections, Folk Songs of the North Countrie (1927) et English Peasant Songs (1929). Dans ces collections, tous deux ont travaillé en association avec Alfred Edward Moffat.
Kidson travaille également sur d'autres aspects de l'histoire de la musique, en écrivant British Music Publishers, Printers and Engravers (1900) et The Beggar’s Opera: Its Predecessors and Successors (1922), et en contribuant à de nombreux articles au Grove Dictionary of Music and Musicians .
Une grande partie de sa collection personnelle, y compris treize volumes in-folio de planches,est acquise aux enchères à sa mort par la Mitchell Library.